# القاسم بن سعر
القاسم بن سعر بن يزيد بن خليفة السعدي التميمي (20 هـ - 73 هـ / 640م - 692م) أمير، وقائد عسكري من القادة الشجعان في الدولة الأموية، وهو أول ولاة عمان الأمويين في عهد الخليفة عبد الملك بن مروان، وأستطاع القاسم بن سعر توطيد الحكم الأموي في عمان، ثم قُتَل غدراً على يد بعض أهل عمان وصلبوه، فوجه إليهم عبد الملك بن مروان أخوه القائد مجاعة بن سعر التميمي فقتل من أهل عمان مقتلة كبيرة وأخذ بثأر أخيه، ثم قام بإنزال أخيه وتكفينه ودفنه.

## نسبه
هو القاسم بن سعر بن يزيد بن خليفة بن سنان بن قطن بن العجلان بن مرة بن عبيد بن مقاعس وأسمه الحارث بن عمرو بن كعب بن سعد بن زيد مناة بن تميم بن مر المري المقاعسي السعدي التميمي.
وكان أبوه سعر بن يزيد من رجالات علي بن أبي طالب، وأخوه هو القائد مجاعة بن سعر ولي عمان وولي السند وله فيها فتوحات.